# José Pelletier (cyclisme)
 (avril 2022).
Si vous disposez d'ouvrages ou d'articles de référence ou si vous connaissez des sites web de qualité traitant du thème abordé ici, merci de compléter l'article en donnant les références utiles à sa vérifiabilité et en les liant à la section « Notes et références ».
Pour les articles homonymes, voir José Pelletier et Pelletier.
José Pelletier, né le 30 août 1888 à Artaix et mort le 14 février 1970 dans la même ville, est un coureur cycliste français.

## Palmarès
- 1910
  - 2e du championnat de France sur route amateurs
- 1911
  - Montargis-Sens-Montargis
- 1912
  - 3e de Paris-Amboise
- 1913
  - 2e de Paris-Beaugency
  - 3e de la Polymultipliée
- 1914
  - Huit Jours Continental-Plasson
- 1917
  - 3e de Paris-Orléans
- 1919
  - Tour de Tarragone :
    - Classement général
    - 3e et 4e étapes

  - Circuit du Finistère :
    - Classement général
    - 1re et 2e étapes

  - Dijon-Lyon
- 1920
  - Brest-Rennes et retour :
    - Classement général
    - 1re et 2e étapes

  - Tour de Catalogne :
    - Classement général
    - 1rea, 1reb, 2e et 3e étapes

  - Saint-Sébastien-Madrid :
    - Classement général
    - 3e étape

  - 2e du Circuit des villes d'eaux d'Auvergne
  - 2e du Circuit du Finistère
  - 2e du Circuit de Champagne
- 1921
  - Orléansville-Alger
  - Marseille-Lyon
  - 2e de Genève-Zurich
- 1922
  - Marseille-Lyon :
    - Classement général
    - 1rea, 1reb, 2e et 3e étapes
- 1923
  - Paris-Bourganeuf
  - 3e étape du Tour de Catalogne
  - Paris-Chauny
  - Circuit du Forez
  - 2e du Tour de Catalogne
  - 2e du Tour du Vaucluse
  - 2e de Paris-Nancy
  - 3e du Circuit des monts du Roannais
- 1924
  - Circuit des monts du Roannais
  - 2e de Paris-Bourganeuf
  - 2e de Marseille-Lyon
  - 2e de Paris-Nancy
- 1926
  - Tour du Sud-Est :
    - Classement général
    - 4e étape

  - 3e du Circuit des monts du Roannais

## Résultats sur les grands tours

### Tour de France
4 participations
- 1920 : 12e
- 1921 : abandon (9e étape)
- 1922 : 15e (premier du classement des « seconde classe »)
- 1927 : 20e